# Pedro Fadul
Pedro Nicolás Fadul Niella es un empresario y político paraguayo.
Miembro de una numerosa familia, es el mayor de 8 hermanos, casado  con Claudia González y padre de Mónica, Pedro Elías, Mateo y Claudia María.
Máster en Administración de Empresas, cursado en la North Texas State University, Estados Unidos y licenciado en Ciencias Contables de la Universidad Católica y profesor de Administración de Empresas de la Universidad Católica. Especialización en Producción, Microempresas y Cooperativas
Fundador y exdirector de una empresa líder en el mercado financiero, galardonada varias veces con renombrados premios nacionales y primera empresa del sistema financiero en haber obtenido la Certificación ISO 9000, por la calidad de sus servicios. Empresa que vendió para dedicarse plenamente a la actividad política.
Igualmente accedió al cargo de presidente de la Asociación de Empresarios Cristianos (ADEC). 
Miembro Fundador de Fundación DEQUENI que se ocupa de los niños, jóvenes y familias de escasos recursos.
Miembro Fundador de Fundación en Alianza, dedicada a la edición de materiales escolares y capacitación de maestros en todo el país.
Miembro Fundador de Fundación Pa`i Puku, internado de más de 600 niños en el Chaco Paraguayo.
Miembro del Directorio de Paraguay Jaipotava “Ñande Mante Jajapóta” que realizó más de 8000 reuniones en todo el país (emprendimiento de la Iglesia Católica)
Miembro Fundador de Transparencia Paraguay, filial de Transparency Internacional (Organismo Internacional de Lucha contra la Corrupción)
Miembro del Foro de Líderes del MERCOSUR y del Foro Iberoamérica; en representación del Paraguay y junto a líderes mundiales en lo político, social, cultural y empresarial.
Decidió entrar de lleno en la política siendo fundador de su propia agrupación política de carácter personalista, el liberal Movimiento Patria Querida, por el cual se postuló a las elecciones presidenciales de 2003 donde obtuvo un tercer lugar, con el 21,3% de los votos acercándose en apoyo a los partidos tradicionales.
El Movimiento Patria Querida consiguió en las Elecciones Generales del 2003 un espacio importante en el Parlamento Nacional, ejemplo de producción legislativa, con 100 % de asistencia a comisiones y plenarias, son los únicos que devuelven los viáticos no utilizados, durante la gestión de Miguel Carrizosa en la Presidencia del Senado, esta institución fue distinguida por Transparencia Paraguay como una administración transparente, integra y eficiente entre todas las instituciones públicas.
Se volvió a postular a la presidencia en las elecciones de 2008 donde fracasa un acuerdo unitario para aglutinar los partidos de oposición al gubernamental Partido Colorado.

## Carrera Deportiva
En 1993, se consagró ganador del Rally del Chaco junto a Hans Thiede
En 2012, tras 19 años de inactividad volvió a incursionar en el automovilismo, también con Hans Thiede con un Volkswagen Gol Trend Maxi Rally. 
Hasta el año 2019, disputó el Campeonato Paraguayo de Rally con un Volkswagen Polo GTI R5 del equipo oficial DIESA, representante del Grupo Volkswagen en Paraguay